# Мендель (річка)
Менде́ль — річка у Красноярському краї Росії, ліва притока Кеті (басейн Обі).
Довжина 366 км, площа басейну 3800 км². Витік знаходиться на плато обсько-єнісейського вододілу, річка тече серед боліт південного сходу Західно-Сибірської рівнини. Характер рівнинний, річище дуже звивисте.
Живлення мішане з переважанням снігового. Повінь з травня до серпня.
У верхів’ях неподалік від витоку річку перетинає залізничний міст на гілці Ачинськ — Лєсосибірськ, яка відходить від Транссибірської магістралі. Населені пункти на річці практично відсутні; за декілька кілометрів від мосту біля залізниці існує селище Мендельський, а при впадінні Менделі у Кеть на її березі розташоване село Ворожейка.
1. 1 2  GEOnet Names Server — 2018.